# Base militar Jaime I
La Base Militar "Jaime I" se encuentra en el municipio de Bétera, en la provincia de Valencia, España. Situada aproximadamente a 3 kilómetros del núcleo urbano de Bétera y a 22 kilómetros de Valencia, ocupa una posición estratégica en la intersección de las carreteras de Olocau y Portacoel.

## Historia y ubicación
Conocida localmente como El Campament, la base está ubicada en la partida de "Les Mallaes", en el extremo noroeste del término municipal de Bétera. Su emplazamiento en las estribaciones meridionales de la Sierra Calderona le proporciona un entorno geográfico privilegiado.

## Funciones y unidades
La Base Militar "Jaime I" alberga el Cuartel General Terrestre de Alta Disponibilidad (CGTAD), uno de los cuatro componentes principales de la Fuerza del Ejército de Tierra español. Este cuartel está a disposición de la OTAN y está preparado para actuar de manera inmediata en operaciones militares.
Además, la base cuenta con un helipuerto operado por el Ejército de Tierra, utilizado para operaciones militares y de emergencia.

## Importancia estratégica
La base desempeña un papel crucial en la coordinación y despliegue de operaciones militares tanto a nivel nacional como internacional. Su capacidad para albergar y coordinar unidades de los tres ejércitos (Tierra, Mar y Aire) la convierte en un punto neurálgico para las Fuerzas Armadas españolas.

## Visitas destacadas
El 12 de noviembre de 2024, el rey Felipe VI visitó la base para reunirse con las unidades militares desplegadas en respuesta a la Depresión Aislada en Niveles Altos (DANA) que afectó a la región. Durante su visita, el Rey destacó la importancia de la presencia militar en las zonas afectadas y expresó su compromiso de mantener un contacto constante con las comunidades impactadas.